# جامعة بدفوردشير
جامعة بدفوردشير (بالإنجليزية|University of Bedfordshire) هي جامعة بريطانية حكومية تقع في بلدة لوتون (بالإنجليزية|Luton) التابعة لمقاطعة بيدفوردشير. تأسست سنة 2006
و تضم 20 ألف طالب من أكثر من 120 دولة في العالم.

## روابط خارجية
- جامعة بدفوردشير
- اتحاد طلبة جامعة بدفوردشير